# يانغ بن
يانغ بن (بالصينية: 杨斌) هو مصارع هاوي صيني، ولد في 10 يوليو 1989 في تساوتشوانغ في الصين.

## وصلات خارجية
- يانغ بن على موقع قاعدة بيانات المصارعة الدولية (الإنجليزية)
- يانغ بن على موقع أوليمبيديا (الإنجليزية)
- يانغ بن على موقع اللجنة الأولمبية الصينية (الإنجليزية)